# پورت دو ونسن (متروی پاریس)
پورت دو ونسن (فرانسوی: Porte de Vincennes‎) یکی از ایستگاه‌های خط ۱ متروی پاریس است که در منطقه ۱۲ پاریس واقع شده و در سال ۱۹۰۰ تأسیس شده‌است.

## نگارخانه

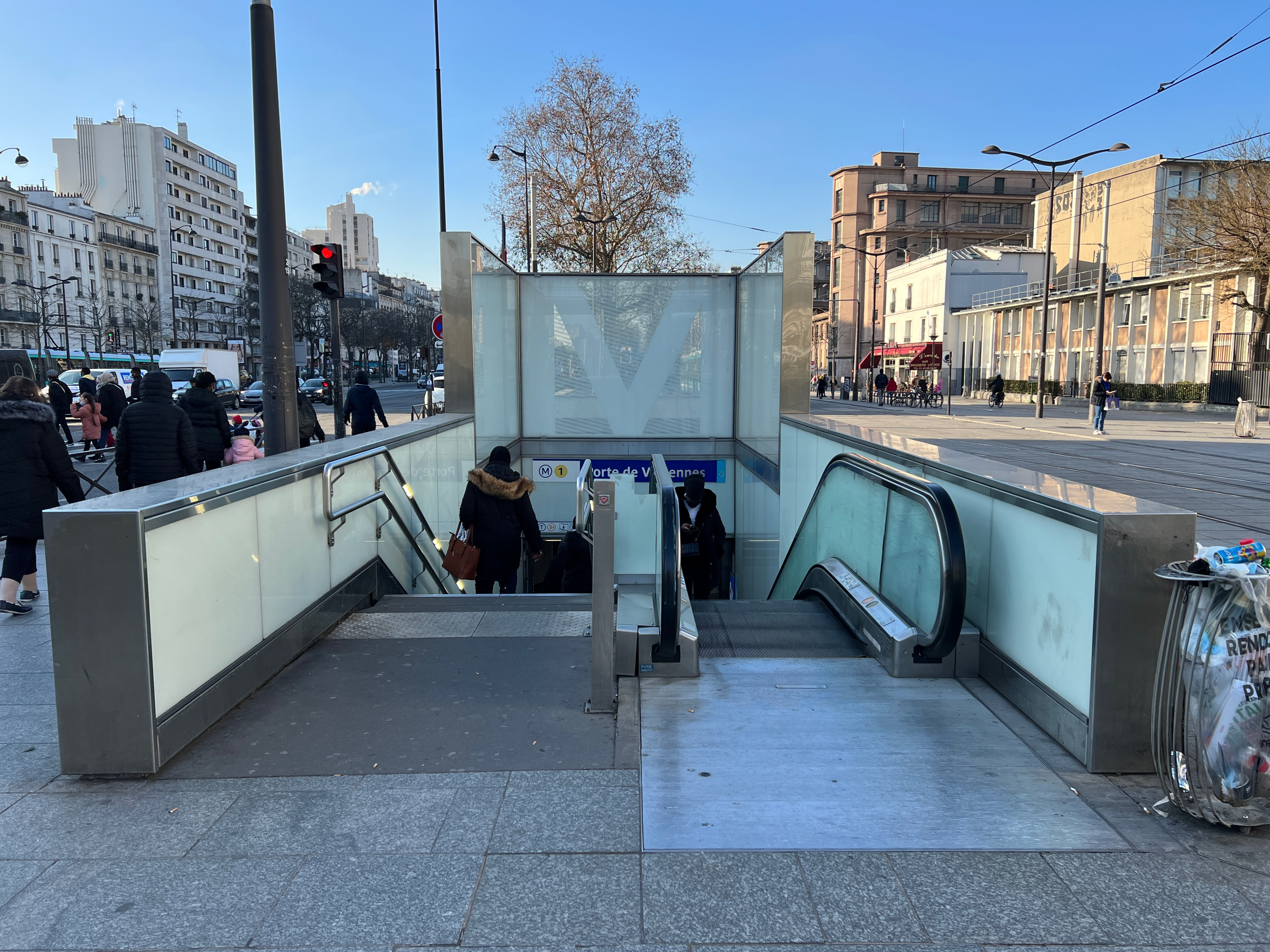
ورودی
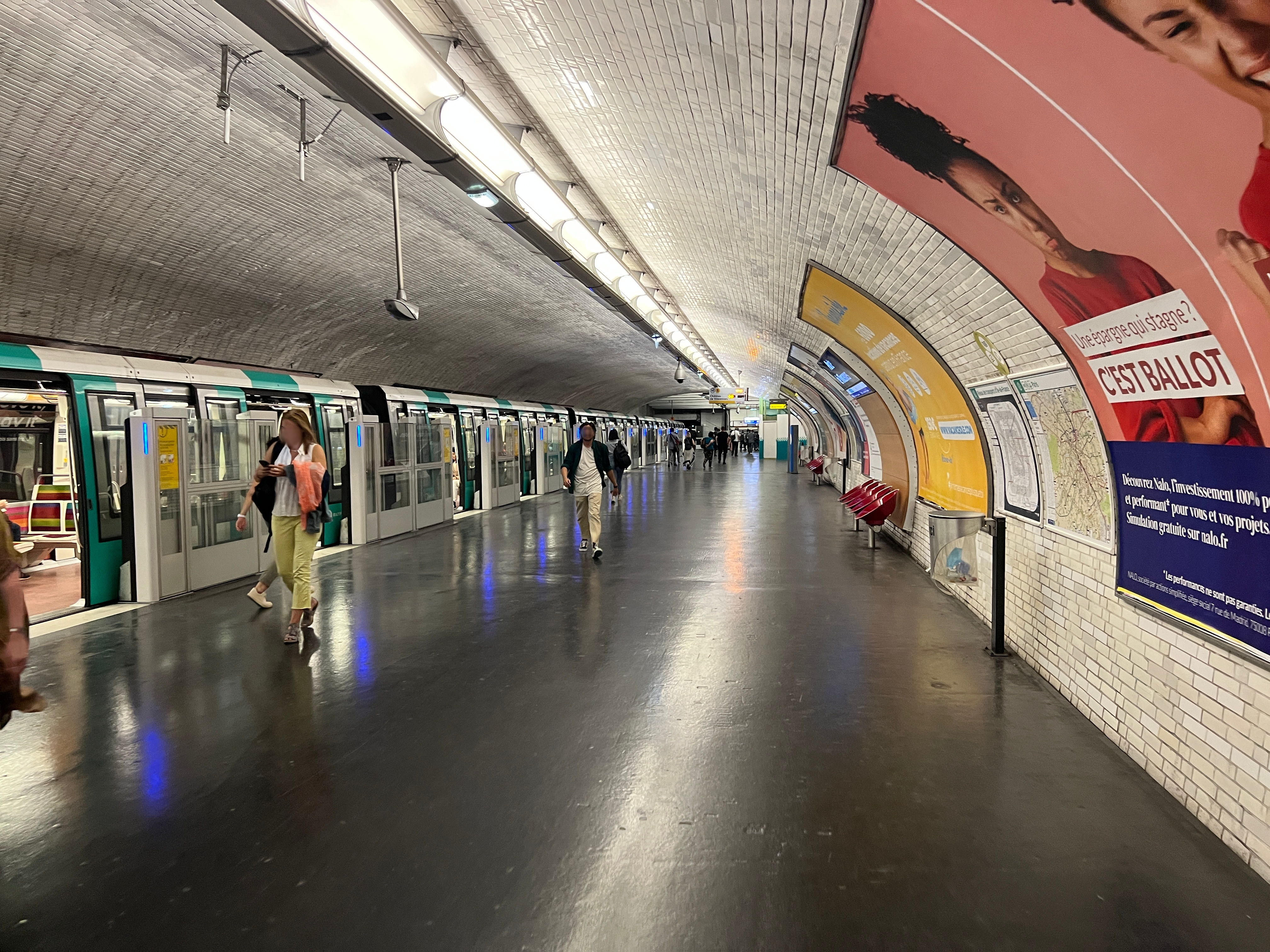
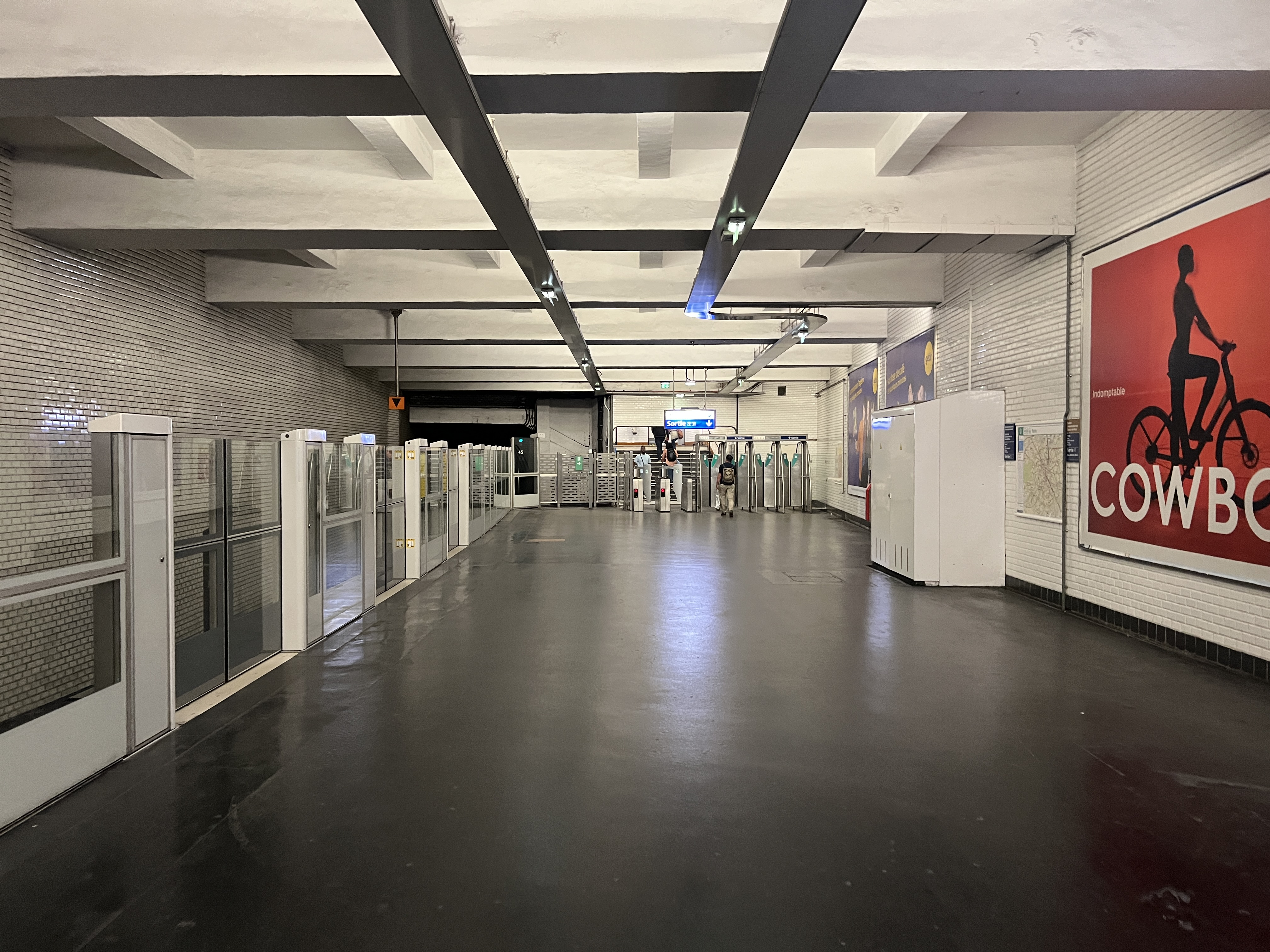